# Comercialización de energías renovables

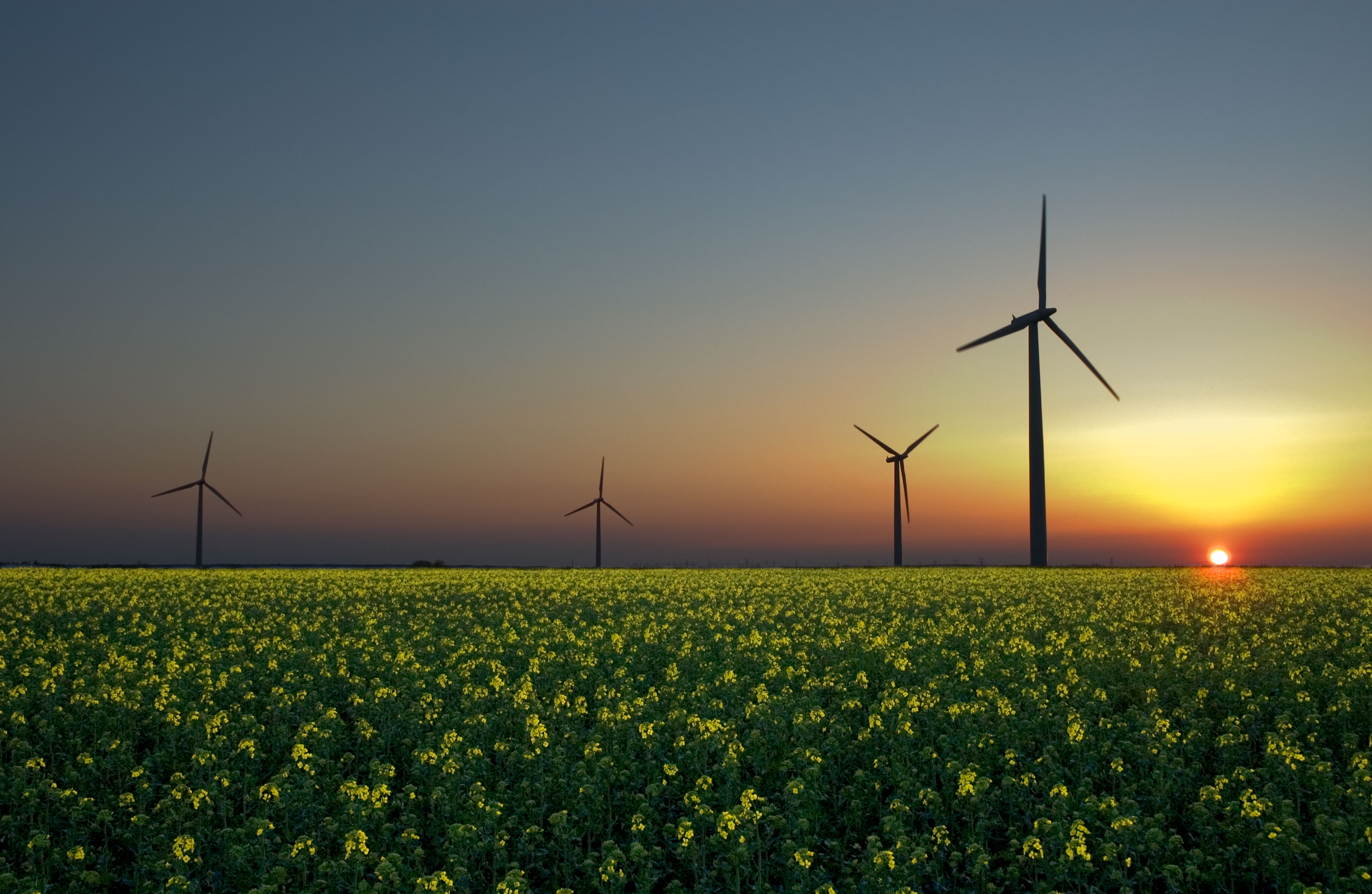
La energía solar, eólica e hidroeléctrica son fuentes de energía renovables.

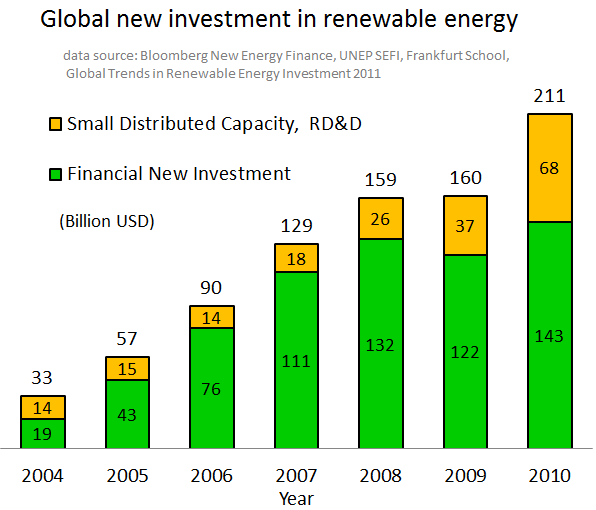
Inversiones a nivel global en energías renovables.

La comercialización de energía renovable implica la utilización de tres generaciones de tecnologías de energía renovable que se remontan a más de 100 años. Las tecnologías de primera generación, que ya son competitivas económicamente, incluyen la energía de biomasa, la hidroeléctrica, la central geotérmica y la térmica. Las tecnologías de segunda generación están listas para el mercado y se utilizan actualmente. Incluyen la energía solar, la fotovoltaica, la energía eólica, la energía térmica solar y formas actuales de bioenergía. Las tecnologías de tercera generación requieren continuos esfuerzos en I+D para poder hacer mayores contribuciones a escala global, estas incluyen la gasificación de biomasa avanzada, la energía geotérmica de roca seca, y la energía oceánica. En el año 2012, la energía renovable representó la mitad de la capacidad nominal eléctrica instalada y los costes continúan descendiendo.
Las políticas públicas y el liderazgo político ayudan a equilibrar esta situación y promueven una mayor aceptación de las tecnologías de energía verde, gracias en parte a las subvenciones para el uso de recursos renovables que están otorgando instituciones públicas. Países como Alemania, Dinamarca y España han abierto el camino en la aplicación de políticas innovadoras, las cuales han impulsado la mayor parte del crecimiento en la última década. Desde el año 2014, Alemania tiene un compromiso con la «Energiewende» o transición energética hacia una economía de energía sostenible. Dinamarca ha adquirido el compromiso de utilizar energía renovable al 100% en el año 2050. Ahora ya son 144 los países que tienen objetivos de política de energía renovable.
La energía renovable continuó su rápido crecimiento en el año 2015, proporcionando múltiples beneficios.  Se estableció un nuevo récord en la energía eólica instalada y en la capacidad fotovoltaica (64GW y 57GW). Además, los nuevos niveles se elevaron a 329 mil millones de dólares para la inversión global de energías renovables. Este crecimiento en las inversiones aporta un beneficio clave en el crecimiento de puestos de trabajo. Los países que más han invertido en los últimos años son China, Alemania, España, los Estados Unidos, Italia y Brasil. Algunas empresas de energía renovable son EDP Energía, Energy, First Solar, Gamesa, GE Energy, Goldwind, Sinovel, Trina Solar, Vestas y Yingli.
La preocupación por el calentamiento global también favorece el impulso de crecimiento en las industrias de energía renovable. Según una proyección del año 2011 por la Agencia Internacional de Energía (AIE), dentro de 50 años, los generadores de energía solar podrían producir la mayor parte de la electricidad mundial, reduciendo las emisiones de gases nocivos de efecto invernadero.
En Estados Unidos, las energías renovables han sido más eficaces que el carbón o el petróleo en la creación de puestos de trabajo.

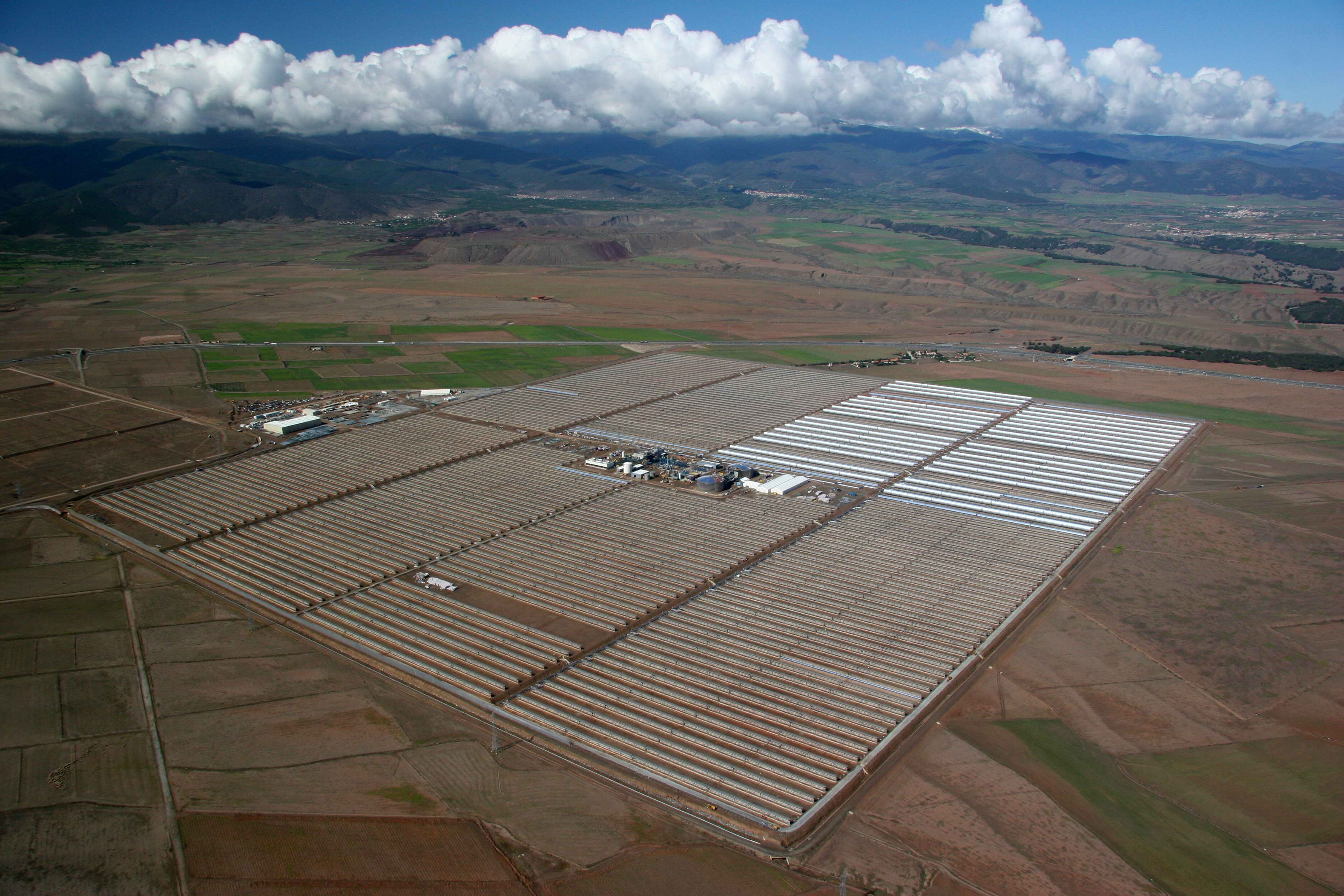
Andasol es una planta solar comercial de 150 MW con concentrador solar en España. Esta planta utiliza tanques de sal fundida para almacenar energía solar y así poder continuar generando energía incluso en días no soleados.

## Resumen

### Razones a favor de las energías renovables
El cambio climático, la contaminación y la inseguridad de la energía son problemas significativos, y abordarlos requiere cambios importantes en las infraestructuras energéticas. Las tecnologías de energía renovable contribuyen básicamente a la cartera del suministro de energía, ya que colaboran con la seguridad de la energía mundial, reducen la dependencia en los combustibles fósiles y proporcionan oportunidades para reducir los gases de efecto invernadero. Se están sustituyendo los fósiles causantes del deterioro climático por fuentes de energía no contaminante inagotables y estabilizadoras del clima:
...la transición energética del carbón, del petróleo y del gas hacia la energía eólica, solar y geotérmica va por buen camino. En la vieja economía, la energía se producía quemando petróleo, carbón o gas natural, lo cual nos ha conducido a las emisiones de carbono que han llegado a definir nuestra economía. La nueva economía energética aprovecha la energía eólica, la energía que proviene del sol y el calor del interior de la misma tierra.

Apoyo público global sobre fuentes de energía, basado en un informe de Ipsos en 2011.

En encuestas de opinión pública internacionales se apoya intensamente a una variedad de métodos para abordar el problema de suministro de energía. Estos métodos incluyen la promoción de fuentes renovables como la energía solar y la energía eólica, así como la exigencia de que los servicios públicos utilicen mayor cantidad de energía renovable y de que ofrezcan incentivos fiscales que fomenten el desarrollo y el uso de dichas tecnologías. Se espera que las inversiones en energía renovable resulten rentables a largo plazo.
Países miembros de la UE han mostrado su apoyo a objetivos ambiciosos relacionados con la energía renovable. En 2010, el Eurobarómetro elaboró una encuesta a los veintisiete Estados miembros sobre el objetivo de «aumentar la proporción de energía renovable en la UE a un 20 % para el año 2020.» La mayoría de los ciudadanos de los veintisiete países estaban de acuerdo con el objetivo o animaban a que este fuera más ambicioso. En el conjunto de la UE, el 57 % pensaba que el objetivo propuesto era «correcto» y un 16 % pensaba que era «demasiado modesto». En comparación, el 19 % constató que era «demasiado ambicioso».
En el año 2011, surgió una nueva evidencia la cual explica que existen ciertos riesgos asociados con fuentes de energía tradicionales, y que se necesitan cambios profundos que lleven a una combinación de tecnologías energéticas.
Varias tragedias mineras a nivel mundial han puesto de relieve el coste humano de la cadena de suministro de carbón. Nuevas iniciativas EPA, que tienen como objetivo los tóxicos en el aire, las cenizas del carbón y los vertidos de efluentes, destacan el impacto medioambiental del carbón y su coste al tratarlo con tecnologías de control. El uso del fracking en la exploración de gas natural se analiza bajo la evidencia de contaminación de aguas subterráneas y emisiones de gases de efecto invernadero. Aumentan las preocupaciones sobre la gran cantidad de agua utilizada en centrales nucleares y de carbón, especialmente en las regiones de los países con escasez de agua. Los acontecimientos ocurridos en la central nuclear de Fukushima han hecho resurgir las dudas sobre la capacidad de gestionar numerosas plantas de forma segura y a largo plazo. Además, la estimación de costes para la «próxima generación» de unidades nucleares continúa incrementándose y los prestamistas no están dispuestos a financiar estas plantas sin las garantías del contribuyente.
El informe del Estado Mundial 2014 REN21 dice que las energías renovables ya no son solo fuentes de energía, sino maneras de abordar los problemas sociales, políticos, económicos y ambientales urgentes.
Hoy en día, las energías renovables no solo se ven como fuentes de energía, sino también como herramientas para abordar otras necesidades apremiantes, que incluyen mejoras en la seguridad energética, la reducción de los impactos medioambientales y de la salud asociados con la energía nuclear y de combustibles fósiles; una reducción de las emisiones de gases de efecto invernadero, una mejora de las oportunidades educativas, la creación de empleos, la reducción de la pobreza y el aumento de la igualdad de género... Las energías renovables se han convertido en la corriente dominante.

### El crecimiento de las energías renovables
Por primera vez, en el año 2008 se aportó más energía renovable que la potencia instalada convencional tanto en la Unión Europea como en Estados Unidos, lo que manifestó una «transición fundamental» de los mercados de energía mundiales hacia las energías renovables. Según un informe publicado en REN21, existe una red global de política de energías renovables con sede en París. En 2010, las energías renovables representaron aproximadamente un tercio de las plantas de producción energética de nueva construcción.
A finales de 2011, la capacidad total de energía renovable a nivel mundial superó los 1.360 GW, un 8 %. Las energías renovables que producen electricidad representaron casi la mitad de los 208 GW de capacidad añadida a nivel mundial durante el 2011. La energía eólica y la solar fotovoltaica representaron casi el 40 % y el 30 % respectivamente. Basado en un informe de REN21 de 2014, las energías renovables contribuyeron un 19 % a nuestro consumo energético y un 22 % a nuestra generación de electricidad en 2012 y 2013, respectivamente. Este consumo de energía se divide en un 9 % procedente de la biomasa tradicional, un 4,2 % de la energía térmica (no-biomasa), un 3,8 % de la electricidad hidráulica y un 2 % de la electricidad procedente de la energía eólica, la solar, la geotérmica y la biomasa.
Durante los cinco años entre finales de 2004 y hasta el 2009, la capacidad de energía renovable a nivel mundial creció en tasas de un 10 hasta un 60 % anualmente para muchas tecnologías, mientras que la producción actual creció un 1,2 % en total. En 2011, el secretario general adjunto de las Naciones Unidas Achim Steine declaró: «El continuo crecimiento de este segmento principal de la economía ecológica no está pasando por casualidad. La combinación de la fijación de objetivos por parte de los gobiernos, y las políticas de ayuda y fondos de estímulo sustentan el incremento de la industria de energía renovable y ponen a nuestro alcance una transformación más que necesaria para nuestro sistema global de energía». Y añadió: «La expansión de las energías renovables es una realidad tanto en términos de inversión como en proyectos y extensión geográfica. De esta manera se contribuye de forma creciente a la lucha contra el cambio climático y se contrarresta la pobreza y la inseguridad energética.»
Según una proyección del año 2011 por la Agencia Internacional de la Energía, las plantas de energía solar podrían producir la mayor parte de la electricidad mundial dentro de 50 años, con lo que se reducirían significativamente las emisiones de gases de efecto invernadero que dañan al medio ambiente. La AIE pronunció: «Las plantas fotovoltaicas y termo-solares podrían satisfacer la mayoría de la demanda mundial de electricidad por el año 2060 - y la mitad de todas las necesidades- con energía eólica, hidroeléctrica y de biomasa, las cuales suministrarían a gran parte de la generación restante.» «La energía fotovoltaica junto con la solar concentrada pueden convertirse en la fuente principal de electricidad.»
En 2013, China lideró la producción de energía renovable a nivel mundial, con una capacidad total de 378 GW procedentes de la energía hidroeléctrica y la energía eólica, principalmente.  Desde el año 2014, China lidera a nivel mundial la producción y el uso de la energía eólica, la solar fotovoltaica y las tecnologías de red inteligente, con lo que genera casi tanta agua, viento y energía solar como todas las centrales de Francia y Alemania juntas. El sector de energía renovable en China crece más rápido que su capacidad de energía nuclear y que sus combustibles fósiles. Desde 2005, la producción de celdas solares en China ha aumentado 100 veces. Como consecuencia del crecimiento de la producción de energía renovable en China, los costos de tecnologías para este tipo de energía han disminuido. La innovación ha ayudado a este crecimiento, pero la principal causa de la reducción de costes ha sido la expansión del mercado.
Véase también energía renovable en los Estados Unidos para las cifras de este país.

### Tendencias económicas
Gracias a los cambios tecnológicos, a los beneficios de la producción en masa, y a la competencia de mercado las tecnologías de energía renovable son cada vez más baratas. Un informe elaborado por la AIE en 2011 manifestaba: «Una cartera de tecnologías de energía renovable se está volviendo económicamente competitiva por razones cada vez más diversas y, en algunos casos, proporciona oportunidades de inversión sin necesidad de apoyo económico específico». También añadió que «las reducciones de costos en tecnologías críticas, como la energía eólica y la solar, continuarán descendiendo.» A partir del año 2011 se han constatado reducciones sustanciales en el coste de las tecnologías de la energía eólica y de la solar.
Según las estimaciones de Bloomberg New Energy Finance, el precio de placas fotovoltaicas por MW ha caído un 60 % desde el verano del 2008, con lo que la energía solar se situaría por primera vez en una posición competitiva con el precio de venta de la electricidad en un número de países soleados. Los precios de las turbinas de viento también han descendido- un 18 % por MW en los últimos dos años y, al igual que la energía solar, refleja una feroz competencia en la cadena de suministro. Aún están por venir muchas mejoras en los costes de energía eólica y solar, y otras tecnologías. Esto supone una creciente amenaza para la dominante generación de fuentes de combustibles fósiles en los próximos años.
La energía hidroeléctrica y la electricidad geotérmica producida en sitios favorables son ahora la forma más barata de generar electricidad. Los costes de energía renovable continúan en descenso, y los costes medios de la electricidad (LCOE) disminuyen debido a la energía eólica, la solar, la fotovoltaica (PV), la energía solar concentrada (CSP) y algunas tecnologías de biomasa.
La energía renovable es también la solución más económica para la nueva potencia que se conecta a la red en áreas con buenos recursos. A la vez que el coste de las energías renovables desciende, aumenta el alcance de aplicaciones económicamente viables. Las tecnologías renovables son a menudo la solución más económica para crear nueva capacidad de generación. Hoy en día, en los lugares en los que «la generación de electricidad a partir del petróleo predomina (ej. en islas, en instalaciones independientes de la red y en algunos países) casi siempre existe una solución de menor coste y con energías renovables». En 2012, las tecnologías de generación de energías renovables representaron aproximadamente la mitad de toda la capacidad de generación de nuevas energías adicionales a nivel mundial.  En 2011, estas adiciones incluyeron 41 giga-vatios (GW) de nueva capacidad de energía eólica, 30 GW de fotovoltaica, 25 GW de hidroelectricidad, 6 GW de biomasa, 0,5 GW de energía solar concentrada, y 0,1 GW de energía geotérmica.

### Tres generaciones de tecnologías
La energía renovable incluye un número de fuentes y tecnologías en las diferentes etapas de la comercialización. La Agencia Internacional de la Energía (AIE) ha definido tres generaciones de tecnologías de energía renovable que se remontan a más de 100 años.
«Las tecnologías de la primera generación surgieron de la revolución industrial a finales del sigo XIX e incluyen la energía hidroeléctrica, la combustión de biomasa, la energía energía geotérmica y el calor geotérmico. Estas tecnologías son ampliamente utilizadas.
Las tecnologías de la segunda generación incluyen la energía solar térmica y de refrigeración, la energía eólica, formas modernas de bioenergía, y la solar fotovoltaica. Estas han entrado en los mercados como resultado de las inversiones en investigación, desarrollo y demostración (RD&D) desde los años 80. Una inversión inicial fue motivada por varias preocupaciones sobre la seguridad energética vinculadas a la crisis del petróleo de 1973, pero el atractivo perdurable de estas tecnologías es debido, al menos en parte, a los beneficios medioambientales. Muchas de las tecnologías reflejan unos avances significativos en los materiales.
Las tecnologías de tercera generación están todavía en desarrollo e incluyen la gasificación de biomasa avanzada, tecnologías de biorrefinería, la energía solar térmica concentrada, la energía energía geotérmica de roca seca y la energía marina. Los avances en nanotecnología también pueden jugar un papel importante.» Las tecnologías de primera generación están bien establecidas, las de segunda generación están entrando en los mercados y las de tercera generación dependen enormemente de la investigación a largo plazo y del compromiso con el desarrollo, donde el sector público tiene un papel que desempeñar.

## Tecnologías de primera generación

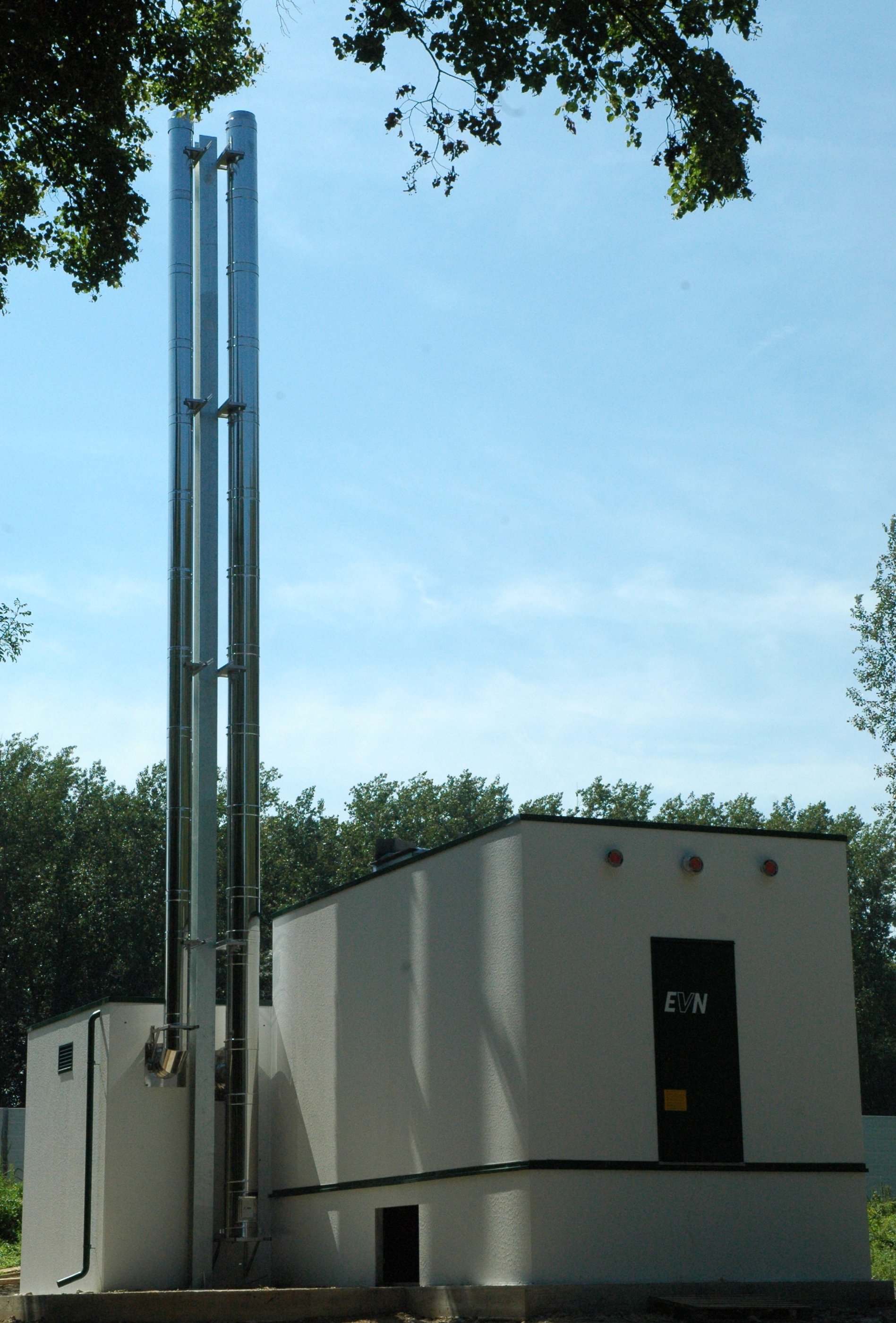
Central térmica de biomasa en Austria. La energía termal total es de 1.000 kW.

Las tecnologías de primera generación son ampliamente utilizadas en lugares con recursos abundantes. Su uso en un futuro depende de la exploración de los recursos potenciales restantes, particularmente en los países en desarrollo, y de la superación de los desafíos relacionados con el medio ambiente y la aceptación social.

### Biomasa
La biomasa para generar calor y electricidad es una tecnología totalmente consolidada que ofrece un mecanismo de vertido para los desechos orgánicos municipales, agrícolas e industriales. Sin embargo, la industria se mantuvo relativamente estancada durante la pasada década hasta el 2007, aunque la demanda de biomasa (mayoritariamente madera) continúa creciendo en muchos países en desarrollo. Uno de los problemas de la biomasa es que la combustión del material directamente produce contaminantes, lo que conlleva graves consecuencias sanitarias y ambientales. No obstante, se están produciendo mejoras en los aparatos de cremación y se están reduciendo algunos de estos efectos. Las tecnologías de primera generación de biomasa pueden ser económicamente competitivas, pero todavía necesitan difusión de innovación para superar la aceptación pública y otros problemas de menor escala.

### Energía hidroeléctrica

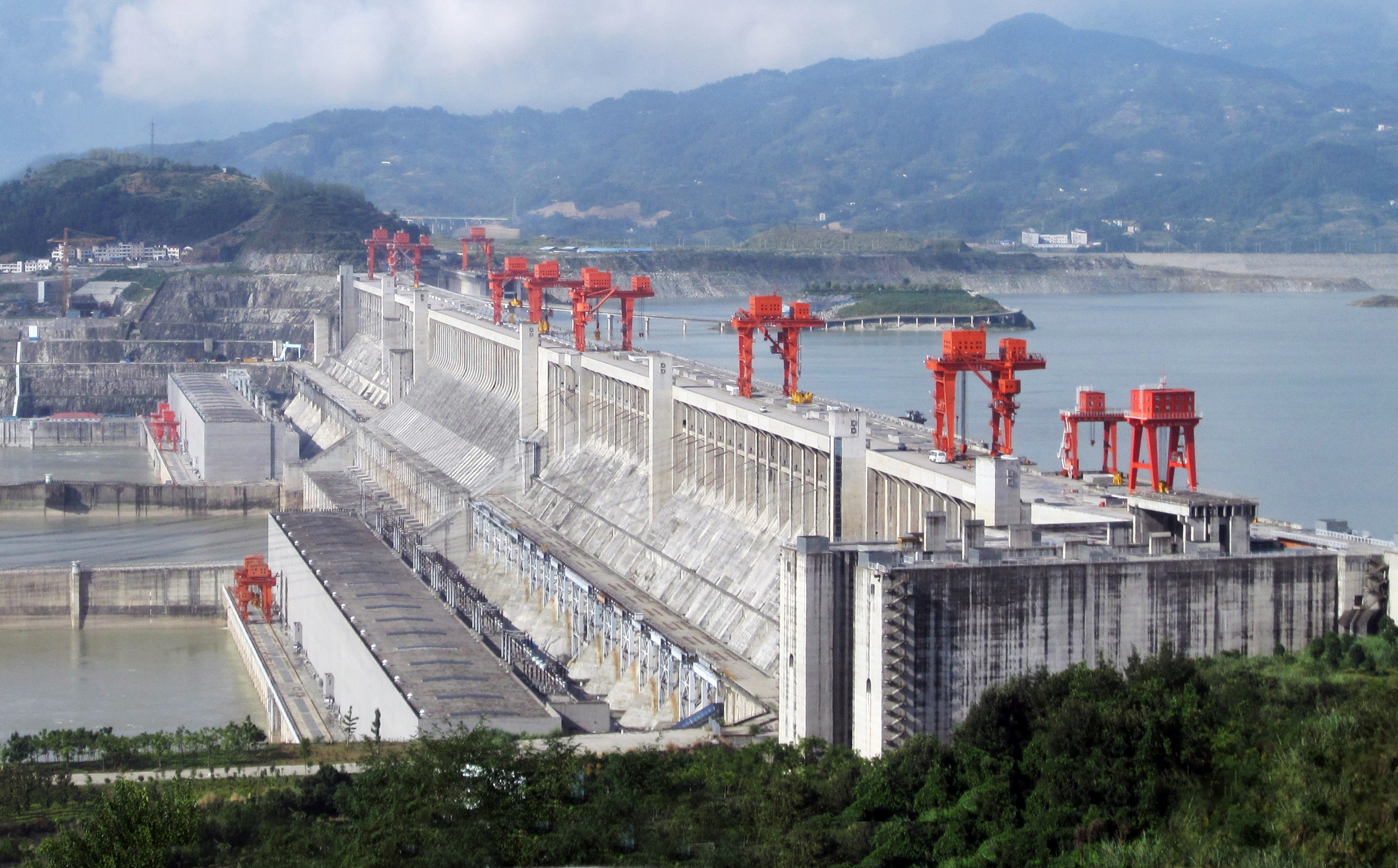
La Presa de las Tres Gargantas de 22.500 MW en China, es la central hidroeléctrica más grande del mundo.

El término energía hidroeléctrica se refiere a la electricidad generada por la energía hidráulica, es decir, la producción de energía eléctrica mediante el uso de la fuerza gravitacional de cascadas o corrientes de agua. En 2015 la energía hidráulica generó el 16,6 % de la electricidad total mundial y el 70 % de toda la electricidad renovable, y se espera que aumente a 3,1 % cada año durante los próximos 25 años. Las plantas hidroeléctricas tienen la ventaja de tener una larga vida, muchas plantas existentes han operado durante más de 100 años.
La energía hidráulica se produce en 150 países y la región de Asia y del Pacífico genera un 32 % de la energía hidráulica mundial en 2010. China es el mayor productor de energía hidroeléctrica, con 721 teravatios-hora de producción en 2010, que representan alrededor del 17 % del uso de electricidad doméstica. Hoy en día existen tres plantas hidroeléctricas más grandes de 10 GW: la presa de las tres gargantas en China, la represa de Itaipu en la frontera Brasil/Paraguay y la central hidroeléctrica Simón Bolívar en Venezuela. El coste de la energía hidroeléctrica es bajo, por lo cual es una fuente de energía eléctrica renovable competitiva. El coste promedio de electricidad de una planta hidroeléctrica más grande que 10 mega-vatios es de tres a cinco centavos de dólar por kilovatio/hora.

### Energía geotérmica

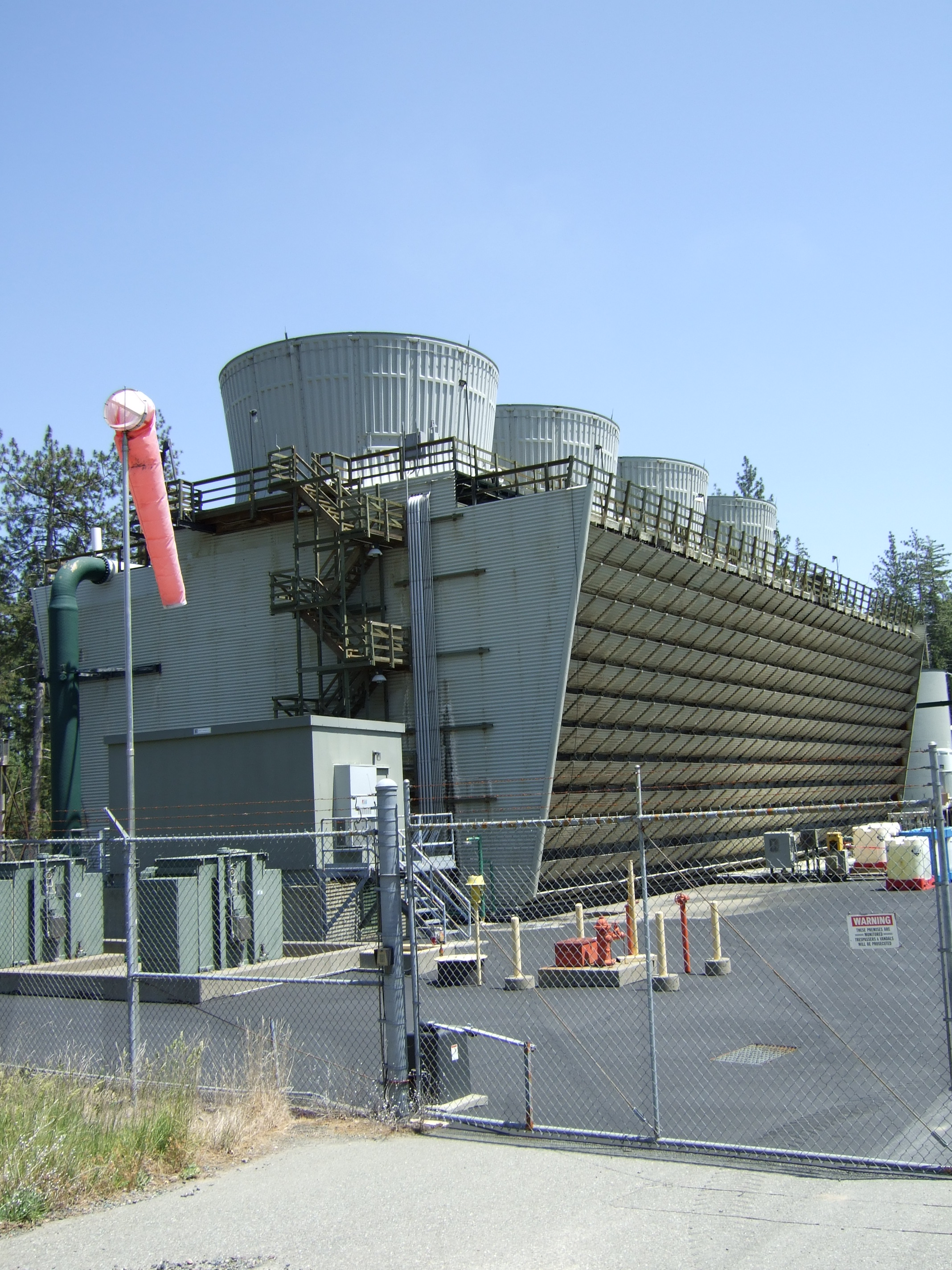
Una de las muchas plantas energéticas en The Geysers, un campo de energía geotérmica en el norte de California, su producción total es de más de 750 MW.

Una central geotérmica puede funcionar 24 horas al día y proporciona una capacidad de carga básica. Las estimaciones de la capacidad potencial a nivel mundial para la generación de energía geotérmica varían ampliamente, desde 40 GW en el 2020 a tanto como 6.000 GW.
La capacidad de energía geotérmica creció alrededor de 1 GW en 1975 a casi 10 GW en 2008. Los Estados Unidos son el líder mundial en términos de capacidad instalada y representan 3,1 GW. Otros países con significativa capacidad instalada son Filipinas (1,9 GW), Indonesia (1,2 GW), México (1,0 GW), Italia (0,8 GW), Islandia (0,6 GW), Japón (0,5 GW) y Nueva Zelanda (0,5 GW). En algunos países, la energía geotérmica representa una parte significativa del suministro eléctrico total, como en Filipinas, donde la geotérmica representó el 17 % de la potencia total a finales del 2008. Las bombas de calor geotérmicas representaron unos 30 GW de la capacidad instalada a finales de 2008, junto a otros usos directos del calor geotérmico (es decir, para calefacción, secado agrícola y otros usos y llegó a 15 GW. Desde el año 2008, al menos 76 países usan energía geotérmica directa de alguna forma.

## Tecnologías de segunda generación
Durante la última década, los mercados de tecnologías de segunda generación han continuado estables y creciendo. Además, estas tecnologías han pasado de ser una pasión para los pocos dedicados a un sector económico importante en países como Alemania, España, Estados Unidos y Japón. Muchas grandes empresas industriales e instituciones financieras están involucradas y el reto es ampliar la base del mercado para el crecimiento continuo en todo el mundo.

### Energía solar térmica
Los sistemas de energía solar térmica son una tecnología de segunda generación muy conocida (generalmente consisten en colectores solares térmicos), un sistema fluido para mover el calor desde el colector a su punto de uso y un depósito o tanque de almacenamiento de calor. Los sistemas pueden utilizarse para calentar agua caliente sanitaria, piscinas, o casas y negocios. El calor puede utilizarse también para aplicaciones de proceso industrial o para aporte de energía para otros usos tales como equipos de refrigeración.
En climas más cálidos, un sistema de calefacción solar puede proporcionar un porcentaje muy alto (desde 50 hasta 75%) de la energía del agua caliente sanitaria. Desde el 2009, China tiene 27 millones de calentadores de agua solares en azoteas.

### Fotovoltaica

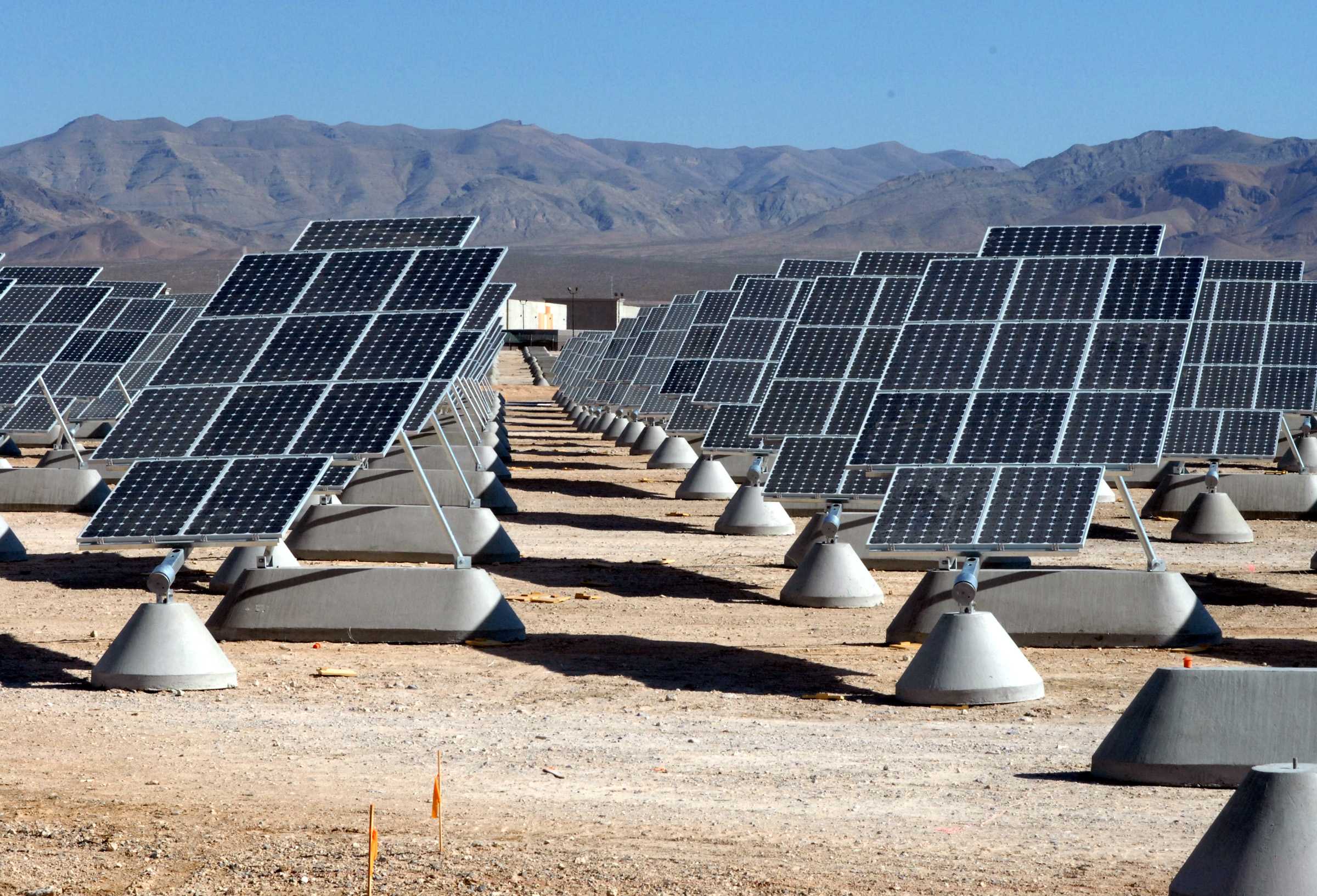
Planta de energía solar Nellis, en la base de las fuerzas aéreas Nellis. Estos paneles siguen la trayectoria del sol con un solo axis.

Las células fotovoltaicas, también llamadas células solares, convierten la luz en electricidad. En la década de los años 80 y a principios de los 90, la mayoría de las placas fotovoltaicas se usaron para proporcionar energía en áreas remotas, pero desde 1995, los esfuerzos de la industria se han centrado cada vez más en el desarrollo de la construcción fotovoltaica integrada y de centrales fotovoltaicas para aplicaciones conectadas a la red.
Se han construido muchas centrales solares fotovoltaicas, principalmente en Europa. A partir de julio de 2012, las mayores plantas fotovoltaicas de energía (PV) del mundo son el proyecto Solar de Agua Caliente (USA, 247 MW), el parque solar de Charanka (India, 214 MW), el parque solar de Golmud (China, 200 MW), el parque solar de Perovo (Rusia 100 MW), la planta de energía fotovoltaica de Sarnia (Canadá, 97 MW), el parque solar Brandenburg-Briest (Alemania 91 MW), el parque de la torre de Finow (Alemania 84,7 MW), el parque solar Montalto di Castro (Italia 84.2 MW), el parque solar de Eggebek (Alemania 83,6 MW), el parque solar de Senftenberg (Alemania 82 MW), el parque solar de Finsterwalde (Alemania, 80.7 MW), el parque solar Okhotnykovo (Rusia, 80 MW), el parque solar de Lopburi (Tailandia 73.16 MW), la planta de energía fotovoltaica de Rovigo (Italia, 72 MW) y el parque fotovoltaico de Lieberose (Alemania, 71.8 MW).
También existen muchas instalaciones de gran tamaño en construcción. El parque solar Desert Sunlight en construcción en el Condado de Riverside, California y el Topaz en construcción en el Condado San Luis Obispo, California son dos parques solares de 550 MW que utilizarán placas fotovoltaicas de película delgada solar fabricadas por First Solar. El proyecto de energía solar Blythe es una estación fotovoltaica de 500 MW en construcción en el Condado de Riverside, California. El rancho solar California Valley (CVSR) es una planta de energía solar fotovoltaica de 250 megavatios (MW), construida por Sunpower en la llanura de Carrizo, al noreste de California Valley. El rancho solar Antelope Valley de 230 MW es un proyecto fotovoltaico de First Solar en construcción en la zona del Antelope Valley del desierto de Mojave occidental y que se completará en 2013. El proyecto solar Mezquite es una planta de energía solar fotovoltaica que se construye en Arlington, en el Condado de Maricopa, Arizona, propiedad de Sempra Generation. La fase 1 tendrá una capacidad de 150 megavatios.
Muchas de estas plantas están integradas con la agricultura y algunos utilizan innovadores sistemas de rastreo que siguen la trayectoria diaria del sol a través del cielo para generar más electricidad que los sistemas fijos convencionales. No hay costes de combustible ni emisiones durante la operación de estas centrales eléctricas.

### La energía eólica

Energía eólica: capacidad instalada en todo el mundo.

Algunas de las energías renovables de segunda generación, como la energía eólica, tienen alto potencial y costes de producción relativamente bajos. La energía eólica podría ser más barata que la energía nuclear. Las instalaciones de energía eólica a nivel mundial aumentaron en 35.800 MW en 2010, con un incremento de la capacidad total instalada de hasta 194.400 MW, un aumento del 22,5 % sobre los 158.700 MW instalados a finales de 2009.
```
El aumento para el año 2010 representa inversiones por un total de 47,3 billones de euros (65 mil millones de dólares) y por primera vez más de la mitad de la 
energía eólica
 nueva fue agregada desde fuera de los mercados tradicionales de Europa y América del Norte, impulsado principalmente por el auge continuo en 
China
, lo que representó casi la mitad de todas las instalaciones en 16.500 MW. 
China
 tiene ahora 42.300 MW de potencia de 
energía eólica
 instalada. La 
energía eólica
 representa aproximadamente el 19 % de electricidad generada en Dinamarca, el 9 % en 
España
 y Portugal y el 6 % en 
Alemania
 y la República de Irlanda. En el estado australiano de Australia del sur, la 
energía eólica
 galardonada por Premier Mike Rann (2002-2011), comprende ahora el 26 % de la generación de electricidad del estado y la eliminación de la energía del carbón. A finales de 2011, Australia del sur, con el 7,2 % de la población de Australia, tenía el 54 % de la capacidad de 
energía eólica
 instalada. Parte de la electricidad mundial utilizada proveniente de la 
energía eólica
 fue de un 3,1 % a finales del año 2014. Estos son algunos de las mayores parques de 
energía eólica
 del mundo:
```

A partir de 2014, la industria de energía eólica en los Estados Unidos ha sido capaz de producir más energía a un coste menor mediante el uso de turbinas eólicas más altas, con más hélices más largas y capaz de capturar los vientos más rápidos en elevaciones más altas. Esta situación ha abierto nuevas oportunidades en Indiana, Míchigan y Ohio. El precio de la energía eólica proveniente de turbinas construidas entre 90 y 122 metros por encima del suelo y puede competir con los combustibles fósiles convencionales como el carbón. Los precios han caído alrededor de 4 centavos por kilovatio/hora en algunos casos y los servicios públicos han incrementado la cantidad de energía eólica en su cartera, con el comentario de que es su opción más barata.

### Centrales termosolares
Las centrales termosolares incluyen Solar Energy Generating Systems, de 354 mega-vatios (MW) en los Estados Unidos, la estación de energía solar Solnova (España, 150 MW), la estación de energía solar Andasol (España, 100 MW), Nevada Solar One (Estados Unidos, 64 MW), la torre de energía solar PS20 (España, 20 MW) y la torre de energía solar PS10 (España, 11 MW). La planta de energía solar Ivanpah de 370 MW, ubicada en el desierto de Mojave de California, es actualmente el proyecto de planta de energía solar térmica en construcción más grande del mundo. Muchas otras plantas están en construcción o se planea hacerlo, principalmente en España y los Estados Unidos. En los países en desarrollo, se han aprobado tres proyectos del Banco Mundial para plantas de energía solar térmica integrada/ de turbina de gas y de ciclo combinado, en Egipto, México y Marruecos.

### Formas modernas de bioenergía
La producción mundial de etanol para combustible destinado al transporte se triplicó entre los años 2000 y 2007, de 17 mil millones a más de 52 mil millones de litros, mientras que el biodiésel se expandió más de diez veces, desde menos de mil millones hasta casi 11 mil millones de litros. Los biocombustibles proporcionan un 1,8 % de combustible para el transporte mundial y estimaciones recientes indican un continuo crecimiento. Los principales países productores de biocombustibles para transportes son los EE. UU., Brasil y la UE.
Brasil tiene uno de los programas de energía renovable más importantes del mundo, que incluye la producción de combustible de etanol proveniente de la caña de azúcar. El etanol proporciona actualmente un 18 % del combustible de automoción del país. Como resultado de esto y de la explotación de fuentes de petróleo, Brasil, que durante años tuvo que importar una gran parte del petróleo para consumo interno, ha alcanzado recientemente la completa autosuficiencia en combustibles líquidos.
Casi toda la gasolina que se vende en Estados Unidos hoy en día está mezclada con un 10 % de etanol, una mezcla conocida como E10, y los fabricantes de automóviles ya producen vehículos diseñados para funcionar con mezclas que contengan mayor cantidad de etanol. Ford, DaimlerChrysler y GM están entre las compañías de automóviles que venden transportes de combustible flexible, como coches, camiones y camionetas que pueden utilizar mezclas de gasolina y etanol, desde gasolina pura hasta mezclas del 85 % de etanol (E85). El desafío es ampliar el mercado para los biocombustibles más allá de las granjas estatales, donde han sido los más populares hasta la fecha. La ley de política energética de 2005, que pide 7.500 millones de galones (28,000,000 m³) en biocombustibles para ser utilizados anualmente en 2012, también ayudará a ampliar el mercado.
La creciente industria de etanol y biodiésel proporciona puestos de trabajo en construcción de plantas, operaciones y mantenimiento, sobre todo en comunidades rurales. Según la asociación Renewable Fuels, «la industria del etanol creó casi 154.000 puestos de trabajo en Estados Unidos en 2005 e impulsó la renta familiar a 5.700 millones de dólares. También ha contribuido unos 3.500 millones en ingresos fiscales a nivel local, estatal y federal».

## Tecnologías de tercera generación
Las tecnologías de tercera generación están todavía en desarrollo e incluyen la gasificación de biomasa avanzada, las tecnologías de biorrefinería, la energía solar térmica concentrada, la energía geotérmica de roca seca, y la energía oceánica. Las tecnologías de tercera generación todavía no están ampliamente demostradas y la comercialización es limitada. Muchas están en el horizonte y pueden tener un potencial comparable a las otras tecnologías de energía renovable, pero todavía depende de si pueden atraer la suficiente atención, investigación y financiación para su desarrollo.

### Nuevas tecnologías de bioenergía
Según la Agencia Internacional de la Energía, la biorrefinería de etanol celulósico podría permitir que los biocombustibles jugasen un papel mucho mayor en el futuro, más de lo que pensaban organizaciones tales como la AIE. El etanol celulósico se puede hacer de materia vegetal compuesta principalmente de fibras no comestibles de la celulosa que forman los tallos y ramas de la mayoría de las plantas. Los residuos de las cosechas (tales como tallos del maíz, paja de trigo y paja de arroz), de la madera y de los sólidos urbanos son fuentes potenciales de biomasa celulósica. Los cultivos dedicados a la energía, como el césped de pradera, también son fuentes prometedoras de celulosa que pueden ser producidas de forma sostenible en muchas regiones.

### Energía oceánica
La energía oceánica abarca todas las formas de energía renovable derivadas del mar, e incluye la energía del oleaje, la energía mareomotriz, la de las corrientes de ríos, la energía oceánica actual, la energía eólica marina, la energía gradiente de salinidad y la energía gradiente térmica oceánica.
La central mareomotriz de Rance (240 MW) es la primera central eléctrica mareomotriz del mundo. La planta se encuentra en el estuario del río Rance, en Bretaña, Francia. Fue inaugurada el 26 de noviembre de 1966 y actualmente es operada por Électricité de France. Se trata de la central eléctrica mareomotriz más grande del mundo, en términos de capacidad instalada.
Hace más de treinta años que los sistemas de captación de energía eléctrica proveniente de las olas del mar se propusieron por primera vez y recientemente han cobrado impulso, situándose como una tecnología viable. El potencial de esta tecnología se considera prometedor, especialmente en las costas de poniente en latitudes entre 40 y 60 grados:
En el Reino Unido, por ejemplo, el Carbon Trust ha estimado recientemente la magnitud de los recursos económicamente viables en 55 TWh por año, alrededor del 14 % de la demanda nacional actual. En toda Europa, este recurso tecnológicamente factible se ha estimado en un mínimo de 280 TWh anual. En el año 2003, el instituto de investigación de energía eléctrica de los Estados Unidos (EPRI) estimó que este recurso sería viable en dicho país a 255 TWh anual (el 6 % de la demanda).
Actualmente hay nueve proyectos, terminados o en desarrollo, frente a las costas del Reino Unido, Estados Unidos, España y Australia para aprovechar la elevación y el descenso de las olas a través de tecnología de energía oceánica. La actual potencia de salida máxima es de 1,5 MW (Reedsport, Oregón), con un desarrollo en marcha de 100 MW (Coos Bay, Oregón).

### Sistemas geotérmicos mejorados
A partir de 2008, el desarrollo de la energía geotérmica estaba en curso en más de 40 países, parcialmente atribuibles al desarrollo de nuevas tecnologías, como sistemas geotérmicos mejorados. El desarrollo de centrales de ciclo binario y las mejoras en la tecnología de perforación y de extracción pueden facilitar que los sistemas geotérmicos mejoren sobre una gama geográfica mucho mayor que los sistemas geotérmicos «tradicionales». En los Estados Unidos, Australia, Alemania, Francia y el Reino Unido se encuentran en funcionamiento varios proyectos de prueba de bienes y servicios ambientales.

### Conceptos solares avanzados
Más allá de la ya establecida energía solar fotovoltaica y de la energía solar térmica, la tecnología incluye conceptos solares tan avanzados como la torre solar de aire ascendente o la energía solar en el espacio exterior. Estos conceptos todavía tienen que comercializarse (si es que llegan a estarlo).
La torre solar de aire ascendente (SUT) es una planta de energía renovable para generar electricidad a partir del calor solar de baja temperatura. La luz solar calienta el aire de debajo de una amplia estructura colectora parecida a un invernadero que rodea la base central de una chimenea muy alta. La convección resultante provoca una corriente de aire caliente ascendente en la torre por el efecto chimenea. Este flujo de aire impulsa unos aerogeneradores colocados en la chimenea de forma ascendente o alrededor de la chimenea base para producir electricidad. Los planes para ampliar las versiones de modelos de demostración permitirán la generación de energía significativa y podrán permitir el desarrollo de otras aplicaciones, como la extracción de agua o la destilación, así como la agricultura o la horticultura.
Una versión más avanzada de una tecnología de temática similar es el motor de vórtice (AVE) que pretende sustituir grandes chimeneas físicas con un vórtice de aire creado por una estructura más corta y menos costosa.
La energía solar con base en el espacio (SBSP) es el concepto de recoger energía solar desde el espacio exterior (usando una «SPS», es decir, un «satélite de energía solar» o un «sistema de energía de satélite») para su uso en la Tierra. Se ha investigado desde la década de 1970. SBSP difiere de los métodos actuales de captación solar en que los medios utilizados para recoger energía residirían en un satélite en órbita en lugar de en la superficie de la Tierra. Algunos de los beneficios proyectados de este sistema son una tasa más alta de colección y un período más largo de recolección debido a la falta de una atmósfera dispersa y la nocturnidad en el espacio exterior.

## La industria de las energías renovables
La inversión total en energía renovable alcanzó los 211 mil millones de dólares en 2010, por encima de los 160 mil millones de dólares en 2009. Los países que más invirtieron en el año 2010 fueron China, Alemania, los Estados Unidos, Italia y Brasil. Se espera un crecimiento continuo del sector de la energía renovable. Además, las políticas de promoción ayudaron a la industria a capear la crisis económica de 2009 mejor que muchos otros sectores.

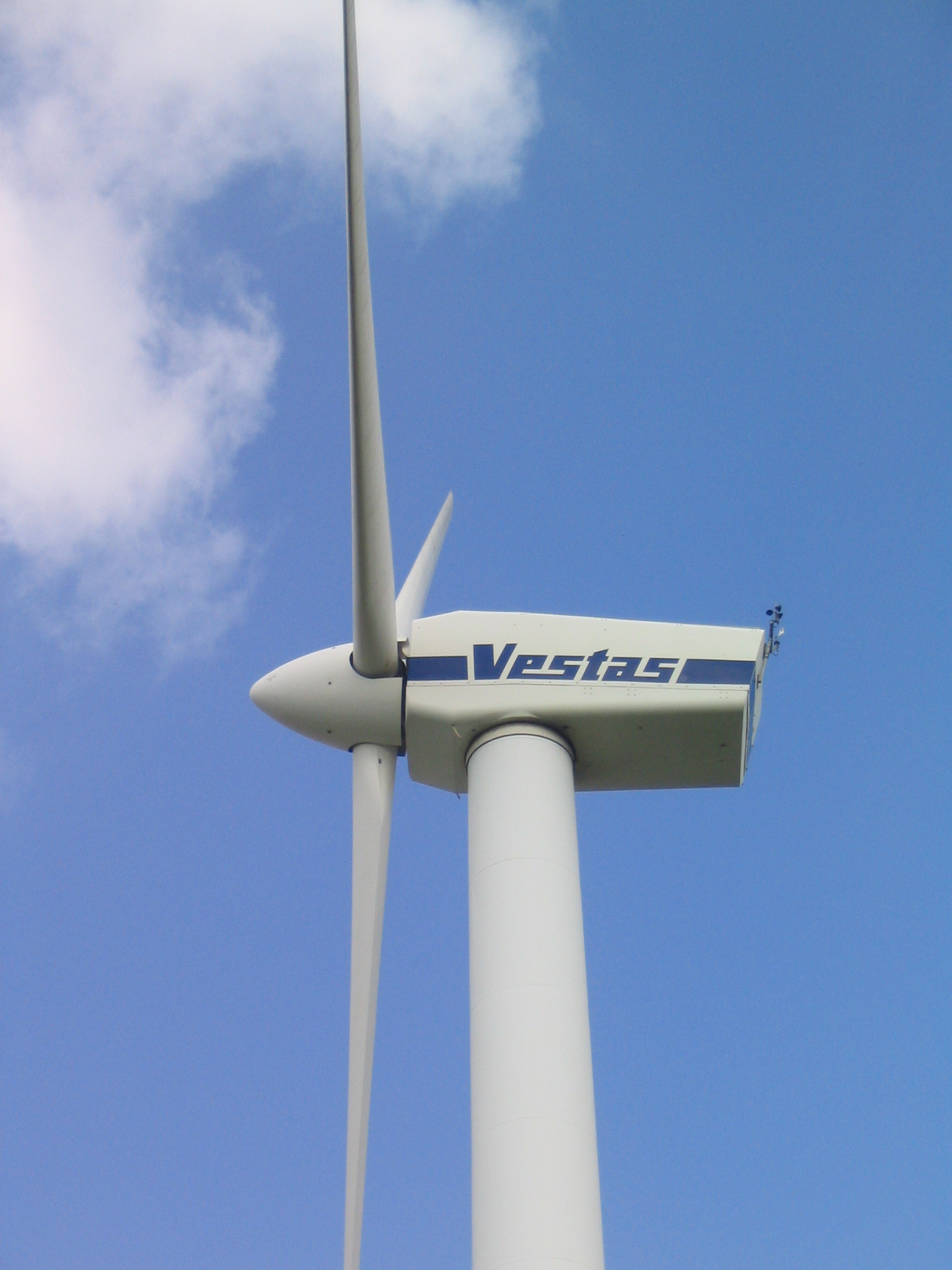
Turbina eólica de Vestas.

### Las industrias de energía eólica
A partir de 2010, Vestas (de Dinamarca) es el mayor fabricante de aerogeneradores del mundo en términos de porcentaje de volumen de mercado, y Sinovel (de China) está en segundo lugar. Vestas y Sinovel entregaron 10.228 MW de nueva capacidad de energía eólica en 2010 y su cuota de mercado fue de 25,9 %. GE Energy (Estados Unidos) estaba en tercer lugar, seguido de cerca por Goldwind, otro proveedor chino. La compañía alemana Enercon ocupa el quinto lugar en el mundo y le sigue en sexto lugar Suzlon, en India.

### Las tendencias del mercado fotovoltaico

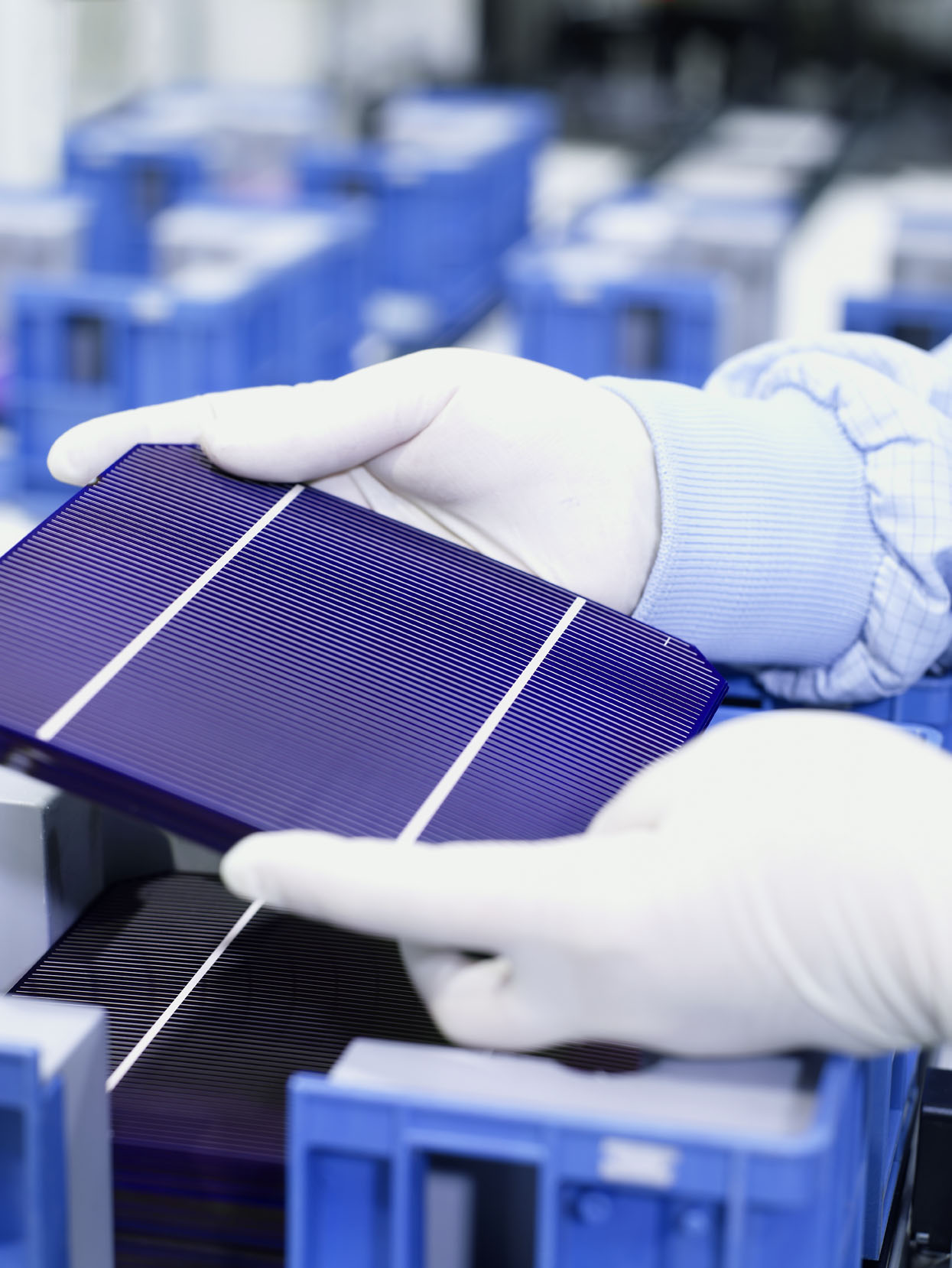
Célula solar microcristalina.

El mercado solar fotovoltaico ha ido creciendo durante los últimos años. Según la empresa de investigación de energía solar fotovoltaica, PVinsights, el envío a nivel mundial de placas solares en 2011 fue alrededor de 25 GW y el crecimiento anual de envíos rondó el 40 %. Los 5 mejores productores de placas solares en 2011 fueron Suntech, First Solar, Yingli, Trina y Sungen. Las mejores cinco empresas productoras de placas solares poseyeron el 51,3 % del mercado de dichas placas, según un informe de inteligencia de mercado de PVinsights.
La industria fotovoltaica ha experimentado caídas en los precios de las placas desde 2008. A finales de 2011, los precios de fábrica de placas fotovoltaicas de silicio cristalino disminuyó por debajo de un dólar/W. En la industria fotovoltaica se considera que el coste de instalación de un dólar/W es un logro de la paridad de red para sistemas fotovoltaicos de la misma. Estas reducciones han llamado la atención a muchas partes interesadas, incluyendo a analistas de la industria, y las percepciones de la actual economía de la energía solar a menudo van por detrás de la realidad. Algunos agentes clave tienen todavía la opinión de que, sobre una base no subsidada, la energía solar fotovoltaica sigue siendo demasiado costosa para competir con opciones de generación convencional. Sin embargo, los avances tecnológicos, las mejoras de procesos y la reestructuración de la industria, significan que probablemente haya nuevas reducciones de precio en los próximos años.

## Los obstáculos de carácter no técnico para su aceptación
Se han desarrollado muchos mercados de energía, instituciones y políticas para apoyar la producción y uso de combustibles fósiles. Las tecnologías más innovadoras y más ecológicas pueden ofrecer beneficios sociales y medioambientales, pero los operadores de servicios a menudo rechazan recursos renovables porque solo están formados en términos de grandes plantas de energía convencionales. Los consumidores ignoran a menudo los sistemas de energía renovable porque no se les indica el precio exacto del consumo de la electricidad. Las distorsiones del mercado intencional (como subvenciones) y las del mercado no intencional (como incentivos parciales) pueden ir en contra de las energías renovables. Benjamin K. Sovacool ha argumentado que «algunos de los impedimentos más subrepticios, pero potentes, frente a la energía renovable y la eficiencia energética en los Estados Unidos son la cultura y las instituciones más que la ingeniería y la ciencia».
Los obstáculos a la comercialización generalizada de las tecnologías de energía renovable son principalmente políticos, no técnicos, y ha habido muchos estudios que han identificado una serie de «obstáculos no técnicos» al uso de energías renovables. Estos obstáculos son trabas que ponen a la energía renovable en desventaja política, institucional o de marketing en relación con otras formas de energía. Los principales obstáculos son:
La dificultad para superar los sistemas energéticos establecidos, que incluye la dificultad para introducir sistemas energéticos innovadores (como los sistemas descentralizados de generación fotovoltaica) por razones de dependencia tecnológica, por los mercados de electricidad destinados a centrales eléctricas centralizadas y por el control del mercado bajo los operadores establecidos. El Informe Stern sobre la economía del cambio climático señala que:
Las redes nacionales se adaptan generalmente a la operación de plantas de energía centralizadas, con lo que favorecen su rendimiento. Las tecnologías que no encajan fácilmente en estas redes pueden tener dificultades para entrar en el mercado, incluso si la tecnología en sí misma es comercialmente viable. Esto se aplica a la generación distribuida ya que la mayoría de redes no son adecuadas para recibir electricidad de muchas fuentes pequeñas. Las energías renovables a gran escala también pueden tener problemas si están situadas en zonas alejadas a redes existentes.
La falta de apoyo por parte de políticas de los gobiernos incluyen la falta de políticas y reglamentos que apoyen la difusión de innovaciones de tecnologías de energía renovable y la presencia de políticas y regulaciones que obstaculicen el desarrollo de energías renovables y que apoyen al desarrollo de las energías convencionales. Los ejemplos incluyen subsidios para los combustibles fósiles, incentivos de energía renovable basada en el consumo insuficiente, suscripción de seguros del gobierno para accidentes de centrales nucleares, y urbanización de complejos, además de procesos que permitan el uso de las energías renovables.
La falta de divulgación de la información y la concienciación del consumidor.
Un coste mayor de capital en las tecnologías de energía renovable en comparación con las tecnologías convencionales de energía.
Insuficientes opciones de financiación para proyectos de energía renovable, que incluyen el acceso insuficiente a una financiación asequible para los consumidores, empresarios y desarrolladores de proyectos.
Mercados de capitales imperfectos que incluyen la falta de internalizar todos los costes de energía convencional (por ejemplo, los efectos de la contaminación aérea o el riesgo a la interrupción del subministro) y la falta de internalizar todos los beneficios de la energía renovable (por ejemplo, una atmósfera más limpia y la seguridad energética).
Mano de obra y formación profesional inadecuadas, que incluyen la falta de habilidades científicas, técnicas y de fabricación adecuadas y necesarias para la producción de energía renovable; la falta de una instalación, mantenimiento y servicios de inspección fiables; y el fracaso del sistema educativo para proporcionar una formación adecuada en nuevas tecnologías.
La falta de códigos, normas, la interconexión y la medición neta de directrices.
Una percepción pública pobre sobre la estética de los sistemas de energía renovable.
La falta de participación por parte de los interesados y la comunidad, y la falta de cooperación en opciones de energía y proyectos de energía renovable.
Con una gama tan amplia de obstáculos no técnicos, no hay ninguna solución «milagrosa» para dirigir la transición energética hacia la energía renovable. Por lo tanto, idealmente es necesario que los diferentes tipos de instrumentos políticos se complementen los unos a los otros y superen los distintos tipos de obstáculos.
Debe crearse un marco político que nivele el campo de juego y repare el desequilibrio de los enfoques tradicionales asociados a los combustibles fósiles. El panorama político debe seguir el ritmo de las tendencias generales en el sector energético, así como reflejar las prioridades sociales, económicas y ambientales específicas.

## El panorama político público
Las políticas públicas tienen un papel a desempeñar en la comercialización de la energía renovable porque el sistema de libre mercado tiene algunas limitaciones fundamentales. Como el Informe Stern señala:
"En un mercado energético liberalizado, inversores, operadores y consumidores deben enfrentar el coste total de sus decisiones. Pero este no es el caso de muchas economías o sectores de la energía. Muchas políticas distorsionan el mercado a favor de las tecnologías de combustibles fósiles existentes."
La Sociedad Internacional de Energía Solar ha manifestado que «incluso hoy en día los incentivos históricos para los recursos energéticos convencionales siguen falseando los mercados al enterrar muchos de los costes sociales reales que utilizan».
Las energías de combustibles fósiles tienen diferentes sistemas de producción, transmisión, costes de uso final y características de los sistemas de energía renovable, y se necesitan nuevas políticas de promoción para asegurar que los sistemas renovables se desarrollen tan rápida y ampliamente como lo requiera la sociedad.
Lester Brown afirma que el mercado «no incorpora los costes indirectos al proporcionar bienes o servicios a los precios, no valora los servicios de la naturaleza adecuadamente, y no respeta los límites de rendimiento sostenible de los sistemas naturales». También favorece el corto plazo antes que el largo plazo, con lo que demuestra poca preocupación por las generaciones futuras. Un cambio en la fiscalidad y en las subvenciones puede ayudar a superar estos problemas, aunque también es problemático combinar diferentes regímenes normativos internacionales que regulen esta cuestión.

### Cambios fiscales
Los cambios fiscales han sido ampliamente discutidos y avalados por economistas. Se trata de bajar los impuestos sobre la renta y aumentar los impuestos sobre las actividades ambientalmente destructivas, con el fin de crear un mercado más sensible. Por ejemplo, un impuesto sobre el carbón que incluya los crecientes costes sanitarios asociados a la respiración del aire contaminado, los costes de los daños causados por la lluvia ácida y los costes de los desajustes climáticos, fomentarían la inversión en tecnologías renovables. Varios países de Europa occidental ya están cambiando los impuestos en un proceso conocido como reforma fiscal ambiental.
En 2001, Suecia lanzó un nuevo cambio de impuesto ambiental durante 10 años diseñado para convertir 30 mil millones de coronas (3.900 millones de dólares) de los impuestos sobre la renta en impuestos sobre actividades ambientalmente destructivas. Otros países europeos que se han esforzado en hacer reformas fiscales significativas son Francia, Italia, Noruega, España y el Reino Unido. Las dos economías líderes de Asia, Japón y China, consideran la aplicación de impuestos sobre el carbono.

### Cambios en las subvenciones
Así como existe una necesidad de cambiar los impuestos, también es necesario cambiar las subvenciones. Las subvenciones no son malas por naturaleza, ya que muchas tecnologías e industrias surgieron a través de proyectos subvencionados por el gobierno. El informe Stern explica que de 20 innovaciones clave en los últimos 30 años, solo una de 14 fue financiada enteramente por el sector privado y nueve fueron financiadas totalmente por el sector público. En cuanto a ejemplos concretos, Internet fue el resultado de enlaces financiados con fondos públicos entre los equipos de laboratorios del gobierno e institutos de investigación. Y la combinación de una deducción de impuestos federales y una deducción de impuestos de estado en California ayudó a crear la industria de energía eólica moderna.
Lester Brown ha sostenido que «un mundo que se enfrenta a la perspectiva económicamente perjudicial del cambio climático ya no puede justificar subvenciones para ampliar la quema de carbón y petróleo. La clave para estabilizar el clima de la tierra es desplazar estas subvenciones al desarrollo de fuentes de energía benignas para el clima como la energía eólica, la solar, la de biomasa y la energía geotérmica». La Sociedad Internacional de Energía Solar defiende que «se deben igualar las condiciones» reparando las desigualdades continuadas en subvenciones públicas de las tecnologías de energía e I+D, en los que el combustible fósil y energía nuclear reciben la mayor parte de la ayuda financiera.
Algunos países se encuentran en fase de eliminación o reducción de estas subvencione. Además, Bélgica, Francia y Japón han eliminado todas las subvenciones para el carbón. Alemania está en fase de reducir sus subvenciones para el carbón. Las subvenciones se redujeron de 5.400 millones de dólares en 1989 a 2.800 millones en 2002 y, mientras tanto, Alemania redujo su uso de carbón a un 46 %. China redujo sus subvenciones para el carbón de 750 millones de dólares en 1993 a 240 millones en 1995 y más recientemente impuso un impuesto al carbón de alto contenido en azufre. Sin embargo, los Estados Unidos ha aumentado su apoyo a la industria nuclear y a los combustibles fósiles.
En noviembre de 2011, un informe de la AIE sobre implementación de energías renovables 2011 afirmaba que «las subvenciones en tecnologías de energía verde que aún no eran competitivas se justifican con el fin de dar un incentivo para invertir en tecnologías con beneficios ambientales y de seguridad». El informe de la AIE no estuvo de acuerdo con las afirmaciones sobre que las tecnologías de energía renovable solo son viables a través de costosos subsidios y que no son capaces de producir energía que responda de manera fiable a la demanda.
Sin embargo, una imposición justa y eficiente de los subsidios para las energías renovables que tengan como objetivo el desarrollo sostenible, requiere una coordinación y regulación a nivel global, ya que las subvenciones concedidas en un país pueden perjudicar fácilmente a las industrias y a las políticas de los demás, por lo tanto, esta cuestión es importante para la Organización Mundial del comercio.

## Objetivos de las energías renovables
Establecer objetivos de energía renovable a nivel nacional puede ser una parte importante de una política de energía renovable y estos objetivos se definen generalmente como un porcentaje de la mezcla primaria de generación de energía o electricidad. Por ejemplo, la Unión Europea ha recomendado un objetivo indicativo de energía renovable del 12 % de la mezcla total de energía de la UE y del 22 % del consumo de electricidad en 2010. Los objetivos nacionales de los Estados miembros de la UE también se establecieron con el fin de cumplir el objetivo general. Otros países desarrollados con los objetivos nacionales o regionales definidos incluyen Australia, Canadá, Israel, Japón, Corea, Nueva Zelanda, Noruega, Singapur, Suiza y algunos de los estados de EE. UU.
Los objetivos nacionales son también un componente importante de las estrategias sobre energía renovable en algunos países en desarrollo. Los países en desarrollo con los objetivos de energía renovable incluyen China, India, Indonesia, Malasia, Filipinas, Tailandia, Brasil,Paraguay, Egipto, Mali y Sudáfrica. Los objetivos fijados por muchos países en desarrollo son bastante modestos en comparación con los de algunos países industrializados.
Los objetivos de energía renovable en la mayoría de los países son indicativos y no vinculantes, aunque han ayudado a acciones del gobierno y a los marcos normativos. El programa de medio ambiente de las Naciones Unidas ha sugerido que establecer objetivos de energía renovable legalmente vinculantes podría ser una herramienta política importante para lograr mayor penetración de mercado para este tipo de energías.

### Igualdad de condiciones
La AIE ha identificado tres acciones que permitirán a la energía renovable y a otras tecnologías de energía no contaminante «competir de forma más efectiva por el capital del sector privado».
«En primer lugar, los precios de la energía deben reflejar adecuadamente el "coste real" de esta (por ejemplo, a través del precio del carbón) para que los impactos positivos y negativos de la producción de energía y consumo se tengan en cuenta por completo». Ejemplo 1: Las nuevas plantas nucleares en el Reino Unido cuestan 92,50 dólares/MWh, mientras que los parques eólicos marinos en este mismo país están financiadas en 74,2 euros/MWh, a un precio de 150 dólares en 201, que descenderá a 130 dólares por MWh en 2022. En Dinamarca, el precio puede ser de 84 euros/MWh.
«Los subsidios a los combustibles fósiles ineficientes deben eliminarse, a la vez que se asegura que todos los ciudadanos tienen acceso a una energía asequible».
«Los gobiernos deben desarrollar marcos normativos que fomenten la inversión privada en opciones de energía bajas en carbono».

### Programas de estímulo ecológico
En respuesta a la crisis financiera mundial a finales del 2000, los principales gobiernos del mundo convirtieron sus programas de «estímulo ecológico» en uno de sus principales instrumentos de política para ayudar a la recuperación económica. Se asignaron 188 mil millones de dólares en fondos de estímulo ecológico a la energía renovable y a la eficiencia energética, para ser utilizados principalmente durante 2010 y 2011.

### Regulación del sector energético
Las políticas públicas determinan la medida en que las energías renovables deberán incorporarse a un mix energético de países desarrollados o de países en vías de desarrollo. Los reguladores del sector energético implementan esa política y, por lo tanto, afecta al ritmo y al patrón de inversiones y de conexiones de la red. Normalmente, los reguladores de energía tienen autoridad para llevar a cabo una serie de funciones que tienen implicaciones para la viabilidad financiera de proyectos de energía renovable. Estas funciones incluyen emitir licencias, establecer estándares de funcionamiento, controlar el funcionamiento de las empresas reguladas, determinar el nivel de precios y la estructura de los aranceles, establecer sistemas uniformes de cuentas, arbitrar controversias de las partes interesadas (como asignaciones de costes de interconexión), realizar auditorías de gestión, desarrollar recursos humanos (conocimientos), informar de actividades del sector y de la comisión a las autoridades y coordinar decisiones con otras agencias del gobierno. Así pues, los reguladores realizan diversidad de decisiones que afectan a los resultados financieros asociados con las inversiones en energías renovables. Además, el regulador del sector está en condiciones de asesorar al gobierno sobre las implicaciones de priorizar a la seguridad energética o al cambio climático. El regulador del sector energético es el defensor natural de la eficacia y la contención de costes en todo el proceso de diseño e implementación de las políticas de energía renovable. Puesto que las políticas no se auto-implementan solas, los reguladores del sector energético se convierten en un facilitador clave (o bloqueador) de inversiones en energía renovable.

### Transición energética en Alemania

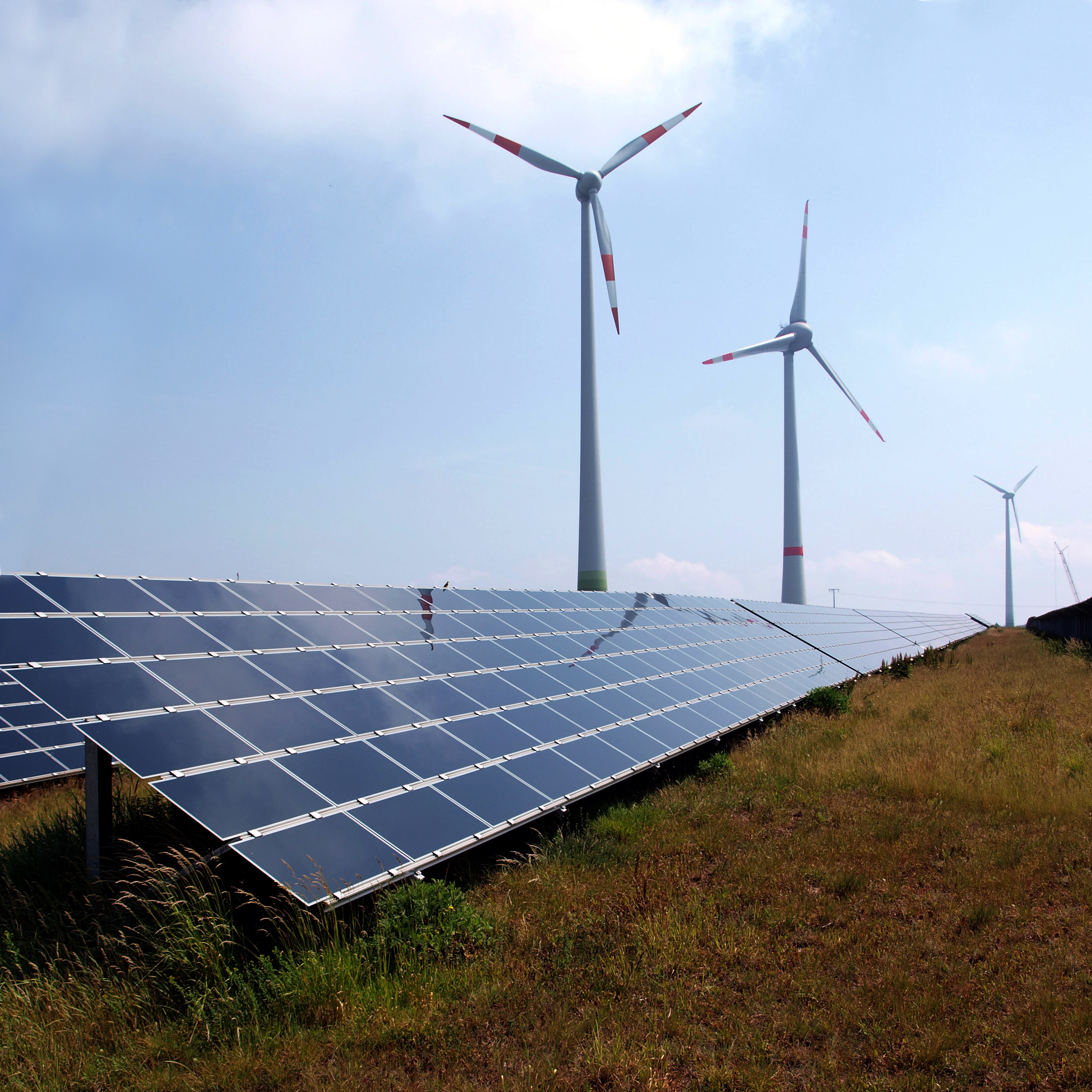
Conjunto fotovoltaico y turbinas eólicas en la planta eólica Schneebergerhof en el estado alemán de Renania-Palatinado.

El «Energiewende» (transición energética en alemán) es la transición de Alemania hacia una energía más asequible, respetuosa, segura y una economía baja en carbono. El nuevo sistema se basará en gran medida en energía renovable (especialmente la energía eólica, la fotovoltaica y la biomasa), en eficiencia energética y gestión de la demanda de energía. La mayoría o el total de la generación del carbón existente tendrá que ser retirado. La eliminación de la flota de Alemania de reactores nucleares, será completada el año 2022, y es una parte clave del programa.
El apoyo legislativo a la «Energiewende» se aprobó a finales de 2010 e incluye reducciones de gases de efecto invernadero de entre el 80 y el 95 % en 2050 (en relación con 1990) y un objetivo de energía renovable de un 60 % en 2050. Estos objetivos son ambiciosos. El Instituto de política Agora Energiewende en Berlín señaló que «si bien el enfoque alemán no es único en todo el mundo, la velocidad y el alcance de la «Energiewende» son excepcionales». La «Energiewende» también busca una mayor transparencia en relación con la formación de la política energética nacional.
Alemania ha avanzado significativamente en su objetivo de reducción de emisiones de gases de efecto invernadero y ha logrado una disminución del 27 % entre 1990 y el 2014. Sin embargo, Alemania tendrá que mantener una tasa media de reducción de emisiones GEI del 3,5 % anual para alcanzar la meta energética, igual al valor máximo histórico hasta ahora.
Alemania gasta 1,5 billones de euros por año en investigación energética (figura 2013) en un esfuerzo por resolver los problemas técnicos y sociales planteados por la transición energética. Esto incluye una serie de estudios de informática que han confirmado la viabilidad y un coste similar (relativo como de costumbre y dado que el carbono tiene un precio adecuado) al de la «Energiewende».

Reparto del mercado de generación de energía en Alemania (1990–2020).

Estas iniciativas van mucho más allá de la legislación de la Unión Europea y las políticas nacionales de otros Estados europeos. Los objetivos de la política han sido adoptados por el gobierno federal alemán y han dado lugar a una enorme expansión de las energías renovables, especialmente la energía eólica. Parte de las acciones de Alemania en energías renovables ha aumentado alrededor del 5 % en 1999 a 22,9 % en 2012, superior al promedio de la Organización para la Cooperación y el Desarrollo Económicos (OCDE) del 18 % en uso de energías renovables. A los productores se les ha garantizado una tarifa fija durante 20 años, con el aval de un ingreso fijo. Se han creado cooperativas energéticas, y se han realizado esfuerzos para descentralizar el control y las ganancias. Las grandes compañías tienen una cuota desproporcionadamente pequeña del mercado de las energías renovables. Sin embargo, en algunos casos, diseños con poca inversión han causado quiebras y un bajo retorno de la inversión, y promesas poco realistas han demostrado estar muy lejos de la realidad. Las centrales de energía nuclear se cerraron, y las nueve plantas existentes se cerrarán antes de lo previsto, en 2022.
Un factor que ha inhibido el empleo eficiente de la energía renovable nueva ha sido la falta de una inversión en infraestructuras de energía para llevar la energía al mercado. Se cree que se deben construir o mejorar 8.300 km de líneas eléctricas. Los diferentes estados federados alemanes tienen actitudes diferentes respecto a la construcción de nuevas líneas eléctricas. La industria ha congelado sus tarifas y por lo tanto el aumento de los costes de la Energiewende ha pasado a los consumidores, los cuales han sufrido un aumento de las facturas de electricidad.

## Mecanismos de mercado voluntario para la electricidad renovable
Los mercados voluntarios, también conocidos como mercados de energía renovable, dependen de la preferencia de los consumidores. Los mercados voluntarios permiten al consumidor hacer algo más de lo que requieren las decisiones políticas y reducen el impacto medioambiental del uso que hacen de la electricidad. Para que tengan aceptación, los productos de energía renovable voluntarios deben ofrecer un beneficio y valor significativos a los compradores. Los beneficios pueden incluir cero o reducidas emisiones de gases de efecto invernadero, otras reducciones de contaminación u otras mejoras ambientales a centrales eléctricas. 
La fuerza impulsora de la electricidad a través de energías renovables voluntarias dentro de la UE son los mercados liberalizados de electricidad y la Directiva RES. Conforme a la directiva, los Estados miembros velarán por garantizar el origen de la electricidad generada de fuentes renovables y por lo tanto, debe emitirse una «denominación de origen» (artículo 15). Las organizaciones medioambientales están utilizando el mercado voluntario para crear las nuevas energías renovables y mejorar la sostenibilidad de la producción de energía existente. En los Estados Unidos la principal herramienta para rastrear y estimular acciones voluntarias es el programa Green-e, gestionado por el Centro de Soluciones de Recursos. En Europa la principal herramienta voluntaria utilizada por las ONG para promover la producción de electricidad sostenible es el [EKOenergy]].

## Progresos recientes

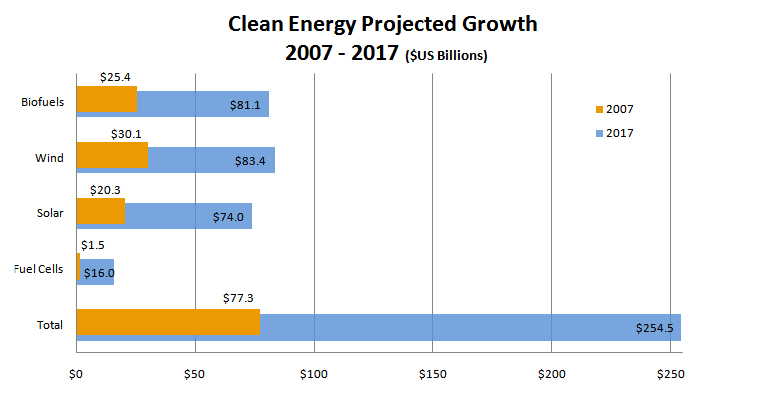
Proyección de crecimiento de inversiones en energías renovables a nivel global. (2007-2017).

Una serie de eventos en 2006 priorizó la energía renovable en la agenda política, incluso en las elecciones de mitad de mandato en noviembre, se confirmó a la energía no contaminante como un tema dominante. También en 2006, el Informe Stern dio argumentos económicos de peso para invertir en tecnologías de baja emisión de carbono y sostuvo que el crecimiento económico no necesita ser incompatible con la reducción del consumo de energía. Según un análisis de tendencias del programa de las Naciones Unidas para el Medio Ambiente, los problemas del calentamiento global junto a los recientes altos precios del petróleo y el creciente apoyo del gobierno, impulsan las tasas del aumento de la inversión en las industrias de eficiencia energética y de energía renovable.
El capital de inversión en energía renovable alcanzó un expediente de 77 mil millones de dólares en 2007, la tendencia continuó al alza en 2008. La OCDE sigue a la cabeza, pero existe ahora una creciente actividad empresarial en China, India y Brasil. Las empresas chinas fueron el segundo mayor receptor de capital de riesgo en 2006, después de Estados Unidos. En el mismo año, India fue el mayor comprador neto de empresas en el extranjero, principalmente en los mercados europeos más consolidados.
Los nuevos gastos del gobierno, la regulación y las políticas ayudaron a la industria a soportar la crisis económica de 2009 mejor que muchos otros sectores. En particular en los Estados Unidos. La Ley de Reinversión y Recuperación de Estados Unidos de 2009 del expresidente Barack Obama incluyó más de 70 mil millones de dólares en gasto directo y créditos fiscales para las energías no contaminantes y programas de transporte asociado. Esta combinación de políticas de estímulo representa el mayor compromiso federal en la historia de Estados Unidos para las energías renovables, transporte avanzado e iniciativas de conservación de energía. Basados en estas nuevas reglas, muchos servicios públicos fortalecieron sus programas de energía no contaminante. Clean Edge sugiere que la comercialización de energía no contaminante ayudará a países de todo el mundo a hacer frente al malestar económico actual.

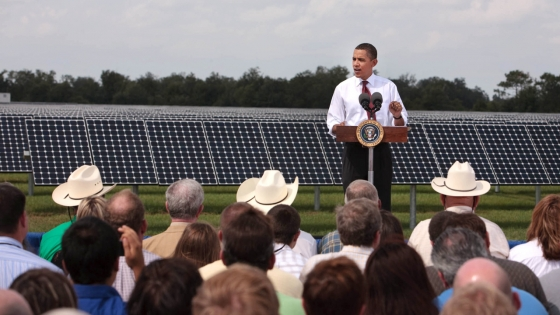
El expresidente Barack Obama en el centro de energía solar DeSoto Next Generation.

La prometedora empresa de energía solar Solyndra, se involucró en una controversia política que implicó a los Estados Unidos. La autorización por parte de la Administración Obama de Barack Obama de un préstamo de 535 millones de dólares garantizados a la corporación en el año 2009 como parte de un programa para promover el crecimiento de la energía alternativa. La empresa cesó toda actividad para acogerse al Capítulo 11 de la Ley de Quiebras y despidió a casi todos sus empleados a principios de septiembre de 2011.
El 24 de enero de 2012, durante el Discurso del Estado de la Unión, el expresidente Barack Obama reafirmó su compromiso con la energía renovable. Obama dijo que «no se alejará de la promesa hacia una energía no contaminante». Obama exigió un compromiso por parte del Departamento de Defensa para comprar 1.000 MW de energía renovable. También mencionó el compromiso del Departamento del Interior para permitir 10.000 MW de proyectos de energía renovable en tierras públicas en 2012.
A partir del año 2012, la energía renovable desempeña un papel importante en la combinación energética de muchos países a nivel mundial. Las energías renovables son cada vez más rentables tanto en los países desarrollados como en los que están en vías de desarrollo. Los precios de las tecnologías de energía renovable, principalmente la energía eólica y la solar, siguieron en descenso y han conseguido que las energías renovables sean competitivas frente a las fuentes de energía convencionales. Sin embargo, sin igualdad de condiciones, la penetración en el mercado de las energías renovables depende de sólidas políticas promocionales. Los subsidios a los combustibles fósiles, (mucho más altos que los de la energía renovable) siguen en vigor y deben ser eliminados rápidamente.
El secretario general de las Naciones Unidas Ban Ki-moon ha manifestado que «la energía renovable tiene la capacidad de llevar a las Naciones más pobres a nuevos niveles de prosperidad». En octubre de 2011, «anunció la creación de un grupo de alto nivel con el fin de conseguir apoyo para el acceso a la energía, la eficiencia energética y un mayor uso de energía renovable. El grupo será copresidido por Kandeh Yumkella, presidente de energía de las Naciones Unidas y director general de la organización de Desarrollo Industrial de las Naciones Unidas y Charles Holliday, Presidente del Banco de America».
El uso a nivel mundial de la energía solar y la energía eólica continuó creciendo significativamente en el 2012. El consumo de electricidad solar aumentó un 58 por ciento, a 93 teravatios-hora (TWh). El uso de energía eólica en 2012 aumentó un 18,1 %, a 521,3 TWh. Las potencia de energía solar y energía eólica instalada a nivel mundial continuaron su expansión a pesar de que las nuevas inversiones en estas tecnologías disminuyeron durante 2012. La inversión mundial en energía solar en 2012 fue de 140 mil 400 millones de dólares, una reducción de un 11 % desde 2011, y la inversión en energía eólica estuvo por debajo del 10,1 %, a 803 mil millones de dólares. Debido a unos costes de producción menores para ambas tecnologías, la capacidad instalada total creció bruscamente. En 2013 podría repetirse la disminución de la inversión, aunque con un crecimiento de potencia instalada. Los analistas esperan que el mercado se triplique en el 2030. En el año 2015, la inversión en energías renovables superó a la de combustibles fósiles.

## Estrategias para comercializar energías renovables
El sector eléctrico se viene desarrollando en un contexto competitivo en cuanto a la generación, y en un contexto regulado con características monopólicas en cuanto a la transmisión y distribución. De este modo, el marco regulatorio en el sector eléctrico ha evolucionado para hacer frente a los desafíos económicos, sociales y ambientales. Ante esta situación, se proponen estrategias orientadas a incrementar la generación de energías renovables, de tal manera que el mercado eléctrico y muchos otros, efectúen las compras a través de ofertas de compra; y las ventas, a través de ofertas de venta y operaciones a corto plazo. Para ello, es necesario aplicar los principios de la oferta y la demanda con el fin de fijar el precio en la generación de energías limpias.
Para describir las estrategias de comercialización de las energías renovables, se analizan los niveles de potencia de generación renovable que ya están implementados en muchos países con la tecnología necesaria, tanto solar como eólica. Esto ayudará a reducir los altos costos de energía por los peajes que se pagan a lo largo de los sistemas de transmisión y distribución. Con los datos recabados respecto a los mega watts (MW) entregados a los sistemas aislados en las zonas rurales y las ciudades, se ha determina la demanda de energía in situ y se ha comparan los costos generados de la implementación con la tarifa actual respecto a los clientes básicamente regulados, que son los mayores aportantes al mercado eléctrico. 

## Energías renovables 100%
El incentivo para utilizar energía renovable al 100 % para electricidad, transporte, e incluso el suministro total de energía primaria a nivel mundial, tiene su origen en el calentamiento global y otras cuestiones ecológicas además de las económicas. El Grupo Intergubernamental de Expertos sobre el Cambio Climático ha dicho que hay pocos límites tecnológicos fundamentales para integrar una cartera de tecnologías de energía renovable para cubrir la mayor parte de la demanda total de energía mundial. Al revisar 164 escenarios recientes del futuro crecimiento de energía renovable, el informe señaló que la mayoría espera que las fuentes renovables suministren más del 17 % del total de la energía en 2030 y el 27 % en 2050; la estimación provisional más elevada es de un 43 % suministrado por energías renovables para 2030 y el 77 % en 2050. El uso de energía renovable ha crecido incluso mucho más rápido de lo que esperaban sus defensores. A nivel nacional, por lo menos 30 naciones en todo el mundo ya tienen energía renovable y contribuyen a más del 20 % del suministro energético.
Mark Z. Jacobson, profesor de ingeniería civil y ambiental en la Universidad de Stanford y director de su programa de energía y atmósfera dice que en 2030 será factible producir toda la energía nueva con energía eólica, energía solar y energía hidráulica y que los acuerdos existentes de suministro de energía podrían ser reemplazados en 2050. Los obstáculos a la implementación del plan de energía renovable se consideran «principalmente sociales y políticos, no tecnológicos o económicos». Jacobson opina que los costes de la energía obtenida con sistemas eólicos, solares e hidráulicos deberían ser similares a los costos de la energía actuales.
Del mismo modo, en los Estados Unidos, el Consejo de investigación nacional independiente ha señalado que «existen recursos domésticos renovables suficientes para permitir que la electricidad renovable desempeñe un papel importante en la futura generación de electricidad y así ayudar a hacer frente a cuestiones relacionadas con el cambio climático, la seguridad energética y la escalada de los costes de energía... La energía renovable es una opción atractiva porque los recursos renovables disponibles en los Estados Unidos, en su conjunto, pueden suministrar cantidades significativamente mayores de electricidad que el total actual o que la demanda doméstica interna».
Los obstáculos más importantes a la aplicación generalizada de la energía renovable a gran escala y las estrategias energéticas de economía baja en carbono son fundamentalmente políticas y no tecnológicas. Según el informe de Post Carbon Pathways en 2013, el cual revisó muchos estudios internacionales, los principales obstáculos son: la negación del cambio climático, la presión política sobre los combustibles fósiles, la inacción política, un consumo energético insostenible, una infraestructura energética anticuada y las limitaciones financieras.

## Eficiencia energética
Avanzar hacia la sostenibilidad energética requiere cambios no solo en la forma en que se suministra la energía, sino en la forma en la que se utiliza. Reducir la cantidad de energía necesaria para ofrecer diversos productos o servicios es esencial. Las oportunidades de mejora en el lado de la demanda de la ecuación energética son tan ricas y diversas como las de la oferta y a menudo ofrecen importantes beneficios económicos.
Una economía de energía sostenible exige compromisos con las energías renovables y la eficiencia. La energía renovable y la eficiencia energética están consideradas los «dos pilares» de la política energética sostenible. El Consejo Americano para una economía eficiente de energía ha explicado que ambos recursos deben desarrollarse con el fin de estabilizar y reducir las emisiones de dióxido de carbono:
La eficiencia es esencial para frenar el crecimiento de la demanda de energía con el fin de que los crecientes suministros de energía no contaminante puedan reducir drásticamente el uso de combustibles fósiles. Si el uso de la energía crece demasiado rápido, el desarrollo de la energía renovable perseguirá un objetivo en retroceso. Asimismo, a menos que la energía no contaminante se suministre pronto, la desaceleración del crecimiento de la demanda solo comenzará a reducir emisiones totales; también es necesario reducir el contenido de carbono de las fuentes de energía.
La AIE mantiene que la energía renovable y las políticas de eficiencia energética son herramientas complementarias al desarrollo de un futuro energético sostenible y deben desarrollarse juntos en lugar de forma aislada.
Además el ahorro de energía (disminución del consumo de energía) mediante la eficiencia energética es la forma más sencilla y eficaz para reducir las emisiones contaminantes de CO2 (dióxido de carbono) y de otros gases de efecto invernadero a la atmósfera; y, por tanto, para luchar contra el calentamiento global del planeta y el cambio climático.
Además, ahorrar energía tiene otras ventajas adicionales para el medio ambiente y la salud humana, porque se disminuye el grado de contaminación del aire, del mar y de la tierra, a la vez que disminuye el riesgo de lluvia ácida, mareas negras y destrucción de bosques y espacios naturales.